# Wang Zhu

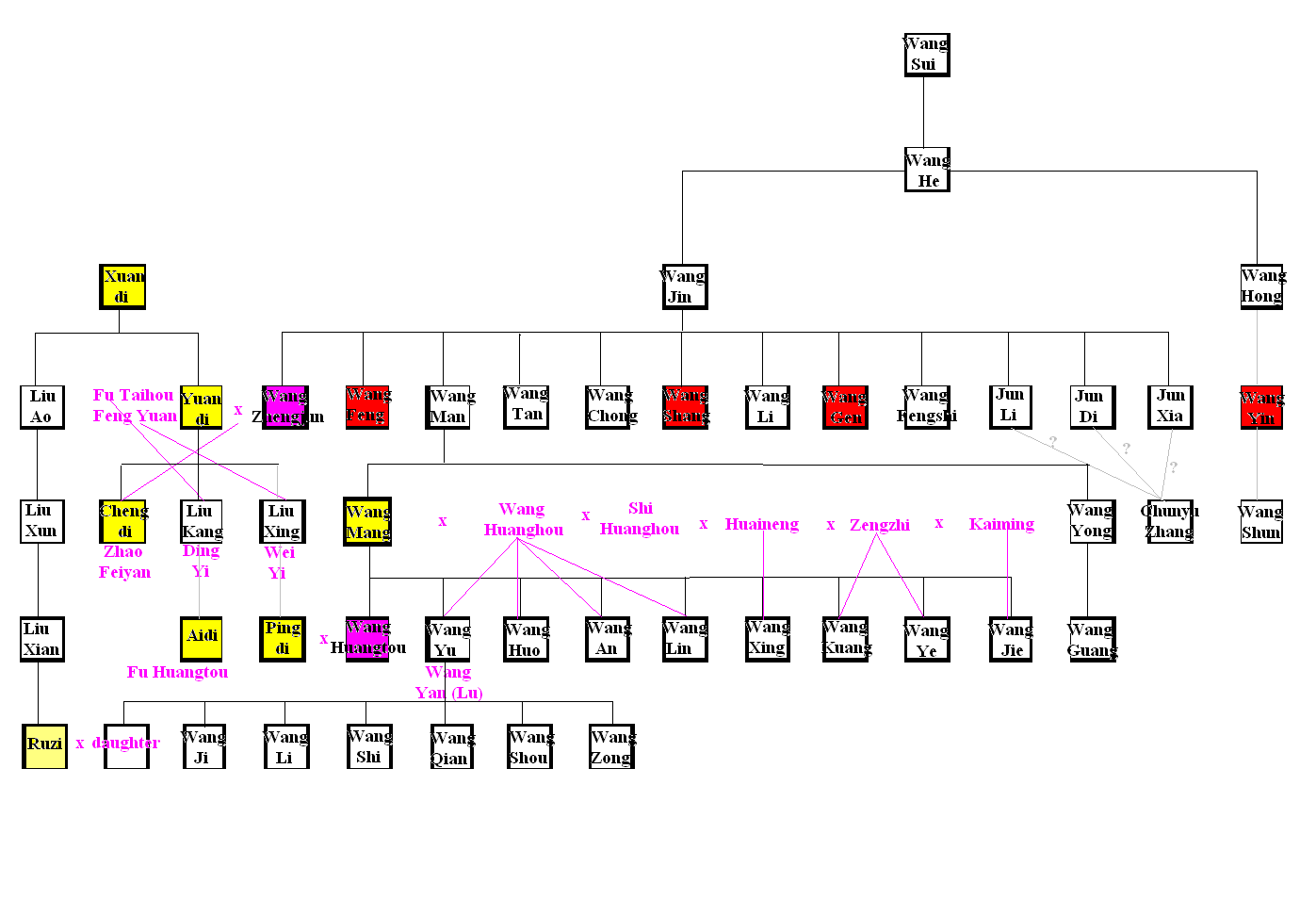
Stamboom van de familie Wang

Wang Zhu was een hoge Chinese functionaris uit de eerste eeuw na Chr. Hij was een neef van de latere Chinese keizer Wang Mang en een zoon van Wang Li, die op zijn beurt een halfbroer was van keizerin-weduwe Wang Zhengjun. Wang Zhu behoorde zo tot de familie die aan het einde van de Westelijke Han-dynastie (en onder de Xin-dynastie) de feitelijke politieke macht bezat.
Nadat zijn vader in 8 v. Chr. uit de hoofdstad Chang'an was verbannen en in 4 na Chr. zelfmoord had gepleegd, volgde Wang Zhu hem op als (tweede) markies van Hongyang (Hongyang hou, 紅陽侯). Het markizaat werd opgeheven na de val (en dood) van keizer Wang Mang in 23 na Chr.
Korte biografische gegevens staan vermeld in juan 98 (Biografie van Wang Zhengjun) van het Boek van de Han.